# Naisten Vaahteraliiga 2013
La Naisten Vaahterahliiga 2013 è stata la 16ª edizione del campionato di football americano di primo livello femminile, organizzato dalla SAJL.

## Squadre partecipanti
| Club                 | Città     | Stadio | Sponsor ufficiale | Risultato nella stagione 2012 |
| -------------------- | --------- | ------ | ----------------- | ----------------------------- |
| Helsinki Lady Demons | Helsinki  |        |                   |                               |
| Helsinki Roosters    | Helsinki  |        |                   |                               |
| Jyväskylä Jaguars    | Jyväskylä |        |                   |                               |
| Mikkeli Bouncers     | Mikkeli   |        |                   |                               |
| Oulu Northern Lights | Oulu      |        |                   |                               |
| Seinäjoki Crocodiles | Seinäjoki |        |                   |                               |
| Tampere Saints       | Tampere   |        |                   |                               |
| Turku Trojans        | Turku     |        |                   |                               |

## Stagione regolare

### Calendario

#### Anticipi 1
| Turku 11 maggio 2013, ore 13:00 | Turku Trojans | 30 – 32 | Helsinki Roosters | Turun Urheilupuiston yläkenttä |

| Seinäjoki 12 maggio 2013, ore 14:30 | Seinäjoki Crocodiles | 12 – 28 (0-6 0-0 6-0 6-22) referto | Helsinki Lady Demons | Jouppilanvuoren tekonurmi (100 spett.)\| Arbitro: \| Enonkoski \| |
| Arbitro:                            | Enonkoski            |                                    |                      |                                                                   |

#### 1ª giornata
| Oulu 18 maggio 2013, ore 11:30 | Oulu Northern Lights | 7 – 38 | Helsinki Lady Demons | Castrenin urheilukeskus |

| Mikkeli 18 maggio 2013, ore 17:00 | Mikkeli Bouncers | 0 – 45 | Tampere Saints | Urpolan tekonurmi |

| Jyväskylä 19 maggio 2013, ore 13:00 | Jyväskylä Jaguars | 16 – 36 (0-7 8-14 8-13 0-2) referto | Seinäjoki Crocodiles | Palokan urheilukeskus (75 spett.)\| Arbitro: \| M. Paloniemi \| |
| Arbitro:                            | M. Paloniemi      |                                     |                      |                                                                 |

#### 2ª giornata
| Tampere 25 maggio 2013, ore 12:00 | Tampere Saints | 6 – 14 (0-6 6-6 0-0 0-2) referto | Oulu Northern Lights | Pyynikin urheilukenttä (102 spett.)\| Arbitro: \| Enonkoski \| |
| Arbitro:                          | Enonkoski      |                                  |                      |                                                                |

| Helsinki 25 maggio 2013, ore 13:00 | Helsinki Lady Demons | 54 – 14 | Helsinki Roosters | Velodromo di Helsinki |

| Seinäjoki 26 maggio 2013, ore 12:00 | Seinäjoki Crocodiles | 61 – 0 (6- 21-0 20-0 14-0) referto | Mikkeli Bouncers | Jouppilanvuoren tekonurmi\| Arbitro: \| Enonkoski \| |
| Arbitro:                            | Enonkoski            |                                    |                  |                                                      |

#### 3ª giornata
| Tampere 31 maggio 2013, ore 18:30 | Tampere Saints | 33 – 38 (13-6 0-6 7-20 13-6) referto | Turku Trojans | Pyynikin urheilukenttä (50 spett.)\| Arbitro: \| K. Lahtinen \| |
| Arbitro:                          | K. Lahtinen    |                                      |               |                                                                 |

| Mikkeli 2 giugno 2013, ore 13:00 | Mikkeli Bouncers | 6 – 56 | Helsinki Roosters | Urpolan tekonurmi |

| Jyväskylä 2 giugno 2013, ore 17:00 | Jyväskylä Jaguars | 20 – 18 (6-6 8-6 0-0 6-6) referto | Oulu Northern Lights | Palokan urheilukeskus (80 spett.) |

#### 4ª giornata
| Mikkeli 8 giugno 2013, ore 13:00 | Mikkeli Bouncers | 0 – 28 | Jyväskylä Jaguars | Urpolan tekonurmi |

| Helsinki 8 giugno 2013, ore 18:30 | Helsinki Roosters | 16 – 63 | Oulu Northern Lights | Velodromo di Helsinki |

| Tampere 9 giugno 2013, ore 12:00 | Tampere Saints | 6 – 51 (0-12 0-19 6-6 0-14) referto | Seinäjoki Crocodiles | Pyynikin urheilukenttä (50 spett.)\| Arbitro: \| Enonkoski \| |
| Arbitro:                         | Enonkoski      |                                     |                      |                                                               |

| Turku 9 giugno 2013, ore 15:30 | Turku Trojans | 0 – 58 | Helsinki Lady Demons | Turun Urheilupuiston yläkenttä |

#### Recuperi 1
| Turku 13 luglio 2013, ore 14:00 | Turku Trojans | 36 – 20 | Jyväskylä Jaguars | Turun Urheilupuiston yläkenttä |

#### 5ª giornata
| Mikkeli 21 luglio 2013, ore 12:00 | Mikkeli Bouncers | 12 – 40 | Oulu Northern Lights | Urpolan tekonurmi |

| Jyväskylä 21 luglio 2013, ore 13:00 | Jyväskylä Jaguars | 6 – 24 (6-12 0-12 0-0 0-0) referto | Helsinki Roosters | Palokan urheilukeskus (31 spett.)\| Arbitro: \| Kivimaa \| |
| Arbitro:                            | Kivimaa           |                                    |                   |                                                            |

| Seinäjoki 21 luglio 2013, ore 15:00 | Seinäjoki Crocodiles | 58 – 0 | Turku Trojans | Jouppilanvuoren tekonurmi |

| Tampere 21 luglio 2013, ore 15:00 | Tampere Saints | 16 – 30 (0-14 8-16 0-0 8-0) referto | Helsinki Lady Demons | Pyynikin urheilukenttä (102 spett.)\| Arbitro: \| K. Lahtinen \| |
| Arbitro:                          | K. Lahtinen    |                                     |                      |                                                                  |

#### 6ª giornata
| Oulu 27 luglio 2013, ore 13:00 | Oulu Northern Lights | 28 – 50 | Turku Trojans | Castrenin urheilukeskus |

| Helsinki 27 luglio 2013, ore 13:00 | Helsinki Lady Demons | 58 – 0 | Mikkeli Bouncers | Velodromo di Helsinki |

| Jyväskylä 27 luglio 2013, ore 13:00 | Jyväskylä Jaguars | 20 – 12 (0-0 0-0 7-6 0-0) referto | Tampere Saints | Palokan urheilukeskus (53 spett.)\| Arbitro: \| S. Lamminsalo \| |
| Arbitro:                            | S. Lamminsalo     |                                   |                |                                                                  |

| Helsinki 28 luglio 2013, ore 12:00 | Helsinki Roosters | 0 – 26 | Seinäjoki Crocodiles | Velodromo di Helsinki |

#### 7ª giornata
| Turku 3 agosto 2013, ore 12:00 | Turku Trojans | 72 – 20 | Mikkeli Bouncers | Turun Urheilupuiston yläkenttä |

| Helsinki 3 agosto 2013, ore 13:00 | Helsinki Lady Demons | 30 – 0 | Jyväskylä Jaguars | Velodromo di Helsinki |

| Oulu 4 agosto 2013, ore 13:00 | Oulu Northern Lights | 0 – 49 | Seinäjoki Crocodiles | Castrenin urheilukeskus |

| Helsinki 4 agosto 2013, ore 13:30 | Helsinki Roosters | 36 – 14 | Tampere Saints | Velodromo di Helsinki |

### Classifica
La classifica della regular season è la seguente:
- PCT = percentuale di vittorie, G = partite giocate, V = partite vinte,  P = partite perse, PF = punti fatti, PS = punti subiti

| Pos. | Squadra              | PCT   | G | V | N | P | PF  | PS  |
| ---- | -------------------- | ----- | - | - | - | - | --- | --- |
| 1    | Helsinki Lady Demons | 1.000 | 7 | 7 | 0 | 0 | 296 | 49  |
| 2    | Seinäjoki Crocodiles | .857  | 7 | 6 | 0 | 1 | 293 | 50  |
| 3    | Helsinki Roosters    | .571  | 7 | 4 | 0 | 3 | 178 | 199 |
| 4    | Turku Trojans        | .571  | 7 | 4 | 0 | 3 | 226 | 249 |
| 5    | Jyväskylä Jaguars    | .429  | 7 | 3 | 0 | 4 | 110 | 156 |
| 6    | Oulu Northern Lights | .429  | 7 | 3 | 0 | 4 | 170 | 191 |
| 7    | Tampere Saints       | .143  | 7 | 1 | 0 | 6 | 132 | 189 |
| 8    | Mikkeli Bouncers     | .000  | 7 | 0 | 0 | 7 | 38  | 360 |

## Playoff

### Tabellone
|  | Semifinali | Semifinali           | Semifinali |                      |    | XVI Finale           | XVI Finale | XVI Finale |  |
|  |            |                      |            |                      |    |                      |            |            |  |
|  | 1          | Helsinki Lady Demons | 84         |                      |    |                      |            |            |  |
|  | 1          | Helsinki Lady Demons | 84         |                      |    |                      |            |            |  |
|  | 4          | Turku Trojans        | 24         |                      |    |                      |            |            |  |
|  | 4          | Turku Trojans        | 24         |                      | 1  | Helsinki Lady Demons | 44         |            |  |
|  |            |                      |            |                      | 1  | Helsinki Lady Demons | 44         |            |  |
|  |            |                      | 2          | Seinäjoki Crocodiles | 12 |                      |            |            |  |
|  | 2          | Seinäjoki Crocodiles | 2          | Seinäjoki Crocodiles | 12 | 48                   |            |            |  |
|  | 2          | Seinäjoki Crocodiles |            |                      |    |                      |            |            |  |
|  | 3          | Helsinki Roosters    | 6          |                      |    |                      |            |            |  |

### Semifinali
| Helsinki 10 agosto 2013, ore 12:30 | Helsinki Lady Demons | 84 – 24 | Turku Trojans | Velodromo di Helsinki |

| Seinäjoki 11 agosto 2013, ore 15:00 | Seinäjoki Crocodiles | 48 – 6 | Helsinki Roosters | Jouppilanvuoren tekonurmi |

### XVI Finale
| Helsinki 17 agosto 2013, ore 13:00 | Helsinki Lady Demons | 44 – 12 | Seinäjoki Crocodiles | Velodromo di Helsinki |

## Verdetti
- Helsinki Lady Demons Campionesse della Finlandia 2013